# Poblado de Urri
Poblado de Urri es el nombre de un poblado en territorio vascón habitado durante la Edad de Hierro.
Se encuentra en el valle de Egüés, cerca de la que probablemente ya entonces sería la capital de los vascones (Iruña/Pamplona). El concejo de ese valle más cercano es Ibiriku. El poblado se encuentra en la parte sur de su término municipal, entre el casco urbano y la sierra de Tajonar. Es muy visible desde lejos por tener la típica forma amesetada y destacar sobre el terreno circundante unos ciento cincuenta metros. Cerca suya pasan las regatas de Urbi y Auzketa y se asienta sobre un glacis constituido por las margas típicas de las cuencas pirenaicas.
El uso actual del terreno es agrícola (cereal) en su parte superior del cerro y en el fondo del valle y arbolado de mala calidad en las laderas.

## Historia
Se trata de un yacimiento muy visible por la forma amesetada de la parte superior del cerro. Es probable que se conserve la ruta original para ascender al poblado desde el valle. Se trata de un camino bastante ancho y de escasa pendiente que parte desde el oeste, bordea el cerro por el sur y entra en el castro por la parte nordeste. Dado que la parte norte es la más escarpada, la orientación del camino facilita la defensa.
Son visibles los restos de la muralla que rodeaba el poblado, siendo más claros en la parte sur, aunque en forma de derrumbe.
Según Javier Arméndariz, el espacio superior del cerro estaría dividido en dos partes, separadas por un muro: en la zona sur (la más alta) se encontraría el poblado y las viviendas, formando una especie de acrópolis, mientras que la parte norte sería un “lugar subsidiario al hábitat, quizás destinado al desarrollo de actividades económicas y la estabulación o majada del ganado“.
Los materiales encontrados corresponden sobre todo a la Edad de Hierro, destacando la cerámica a mano y torno y abundantes escorias de hierro. Hay también algún resto de ocupación en época romana.
Son bastante numerosos los agujeros dejados por los que utilizan prospectores de metales.

## Datos
- Nombre: Urri (Eurri en algunos documentos)
- Término: Ibiriku , concejo del valle de Egüés
- Adscripción cultural: Edad de Hierro fundamentalmente
- Altitud: 668 m. (en su punto más alto)
- Coordenadas UTM:
  - x: 619 501
  - y: 4 741 584
- Territorio de los vascones